# Aalborg Miniby
Aalborg-Miniby er en miniaturegengivelse i skala 1:10 af huse og bygninger i Aalborg fra årene omkring 1870.
Minibyens motto er "Stedet hvor man bygger og hygger". 
Minibyen bygges og vedligeholdes af historieinteresserede frivillige og entusiaster af byen.
Bygningerne inkluderer miniaturer af eksisterende gadeforløb i det gulmalede gamle Aalborg samt historiske og ofte nedrevne bygninger som den ´Gamle Vandmølle´ og  den gamle Hovedvagt. 
Bygningerne skabes med grundplan ud fra bevarede tegninger, fotos og afbildninger. For hver bygning støbes et fundament, som oftest er en plade af beton, hvorpå indermure opføres. Derefter tilføjes murværk, bindingsværk, døre vinduer, skorsten og tag.
Minibyen står under åben himmel og fremvises på "Springeren" Maritimt Oplevelse Center  på Vester Fjordvej 81, Aalborg Vestby. Der er åbent alle ugen dage fra 10,00 til 16,00.
Værkstedet, hvor husene bygges, er beliggende på Tofthøjvej 41 A, Storvorde og er åbent mandag til torsdag mellem kl. 9.00 og 11,30.
Aalborg Miniby sponsoreres af forskellige fonde, som ansøges om økonomisk hjælp.
Materialer stilles beredvilligt til rådighed af private firmaer.